# Ivankivți, Stara Sîneava
Ivankivți (în ucraineană Іванківці) este un sat în așezarea urbană Stara Sîneava din regiunea Hmelnîțkîi, Ucraina.

## Demografie
Componența lingvistică a localității Ivankivți
     Ucraineană (98,81%)
     Rusă (1,19%)
Conform recensământului din 2001, majoritatea populației localității Ivankivți era vorbitoare de ucraineană (98,81%), existând în minoritate și vorbitori de rusă (1,19%).